# Mistrzostwa Świata w Łucznictwie Polowym 2016
25. Mistrzostwa Świata w Łucznictwie Polowym odbyły się w dniach 27 września - 2 października 2016 w Dublinie w Irlandii. Zawodniczki i zawodnicy startowali w konkurencji łuków klasycznych, gołych oraz bloczkowych.
Joanna Rząsa wywalczyła pierwszy w historii mistrzostw świata medal dla Polski, zdobywając brąz w łuku klasycznym.

## Reprezentacja Polski

### Seniorzy

#### łuk klasyczny
- Joanna Rząsa
- Adam Ścibski

#### łuk goły
- Martyna Wiśniewska

#### łuk bloczkowy
- Łukasz Przybylski
- Katarzyna Szałańska

### Juniorzy

#### łuk klasyczny
- Tomasz Czyż
- Marlena Kocaj
- Marlena Wejnerowska

## Medaliści

### Kobiety
| Konkurencja:     | Złoto:                                                       | Srebro:                                                     | Brąz:                                            |
| łuk klasyczny    | Amy Oliver                                                   | Jessica Tomasi                                              | Joanna Rząsa                                     |
| łuk goły         | Chantal Porte                                                | Eleonora Strobbe                                            | Lina Bjorklund                                   |
| łuk bloczkowy    | Irene Franchini                                              | Linda Ochoa-Anderson                                        | Carolin Landesfeind                              |
| zawody drużynowe | Wielka Brytania · Tracey Hill · Jessica Nilsson · Amy Oliver | Szwecja · Elin Kattstrom · Lina Bjorklund · Ingrid Olofsson | Słowenia · Toja Ellison · Tina Gutman · Ana Umer |

### Mężczyźni
| Konkurencja:     | Złoto:                                                             | Srebro:                                                 | Brąz:                                                      |
| łuk klasyczny    | Brady Ellison                                                      | Sebastian Rohrberg                                      | Jean-Charles Valladont                                     |
| łuk goły         | Erik Jonsson                                                       | David Garcia Fernandez                                  | Martin Ottosson                                            |
| łuk bloczkowy    | Steve Anderson                                                     | Stephan Hansen                                          | Njål Åmås                                                  |
| zawody drużynowe | Stany Zjednoczone · Dave Cousins · John Demmer III · Brady Ellison | Włochy · Fabio Ibba · Marco Morello · Giuseppe Seimandi | Szwecja · Jonathan Andersson · Erik Jonsson · Peter Leijon |

### Juniorki
| Konkurencja:     | Złoto:                                                   | Srebro:                                                          | Brąz:                                                                |
| łuk klasyczny    | Chiara Rebagliati                                        | Bryony Pitman                                                    | Miriam Trafford                                                      |
| łuk goły         | Sara Noceti                                              | Malin Medbo                                                      | Sophie Benton                                                        |
| łuk bloczkowy    | Sophie Strachan                                          | Savannah Vanderwier                                              | Rebecca Lennon                                                       |
| zawody drużynowe | Włochy · Erica Benzini · Sara Noceti · Chiara Rebagliati | Wielka Brytania · Sophie Benton · Rebecca Lennon · Bryony Pitman | Stany Zjednoczone · Sophie Strachan · Miriam Trafford · Abigail Weir |

### Juniorzy
| Konkurencja:     | Złoto:                                                                    | Srebro:                                                       | Brąz:                                            |
| łuk klasyczny    | Alen Remar                                                                | Yuri Belli                                                    | Patrick Huston                                   |
| łuk goły         | Alessio Noceti                                                            | Mark Schlaudraff                                              | Eric Esposito                                    |
| łuk bloczkowy    | Nico Wiener                                                               | Steven Collins                                                | Staš Modic                                       |
| zawody drużynowe | Stany Zjednoczone · Steven Collins · Collin Klimitchek · Mark Schlaudraff | Szwecja · Isak Carlsson · Anton Cekal · Simon Ohlander Ahlund | Włochy · Yuri Belli · Alessio Noceti · Jesse Sut |

## Klasyfikacja medalowa
| Lp. | Państwo           | Złoto | Srebro | Brąz | Razem |
| 1.  | Włochy            | 5     | 4      | 2    | 11    |
| 2.  | Stany Zjednoczone | 5     | 3      | 2    | 10    |
| 3.  | Wielka Brytania   | 2     | 2      | 3    | 7     |
| 4.  | Szwecja           | 1     | 3      | 3    | 7     |
| 5.  | Francja           | 1     | 0      | 1    | 2     |
| 6.  | Austria           | 1     | 0      | 0    | 1     |
| 6.  | Chorwacja         | 1     | 0      | 0    | 1     |
| 8.  | Niemcy            | 0     | 1      | 1    | 2     |
| 9.  | Dania             | 0     | 1      | 0    | 1     |
| 9.  | Hiszpania         | 0     | 1      | 0    | 1     |
| 9.  | Meksyk            | 0     | 1      | 0    | 1     |
| 12. | Słowenia          | 0     | 0      | 2    | 2     |
| 13. | Norwegia          | 0     | 0      | 1    | 1     |
| 13. | Polska            | 0     | 0      | 1    | 1     |